# Верхняя Флорентинская долина
Верхняя Флорентинская долина (англ. Upper Florentine Valley) — долина на юге Тасмании.
Несмотря на то, что долина находится приблизительно в 100 км от Хобарта, влияние человека на биоту мало. Большинство территории покрыто первобытным лесом, основные виды — эвкалипты царственный и Ганна, а также атеросперма, нотофагус Каннингема, эндемик Тасмании филлокладус асплениелистный, древовидный папоротник диксония антарктическая, множество мхов и лишайников. Из фауны в районе долины обитают такие редкие виды как светлый ястреб и пятнистохвостая сумчатая куница.
В 2000-е годы территория долины стала объектом борьбы экологами и лесопромышленниками.
Южнее расположена долина реки Стикс, а юго-западнее находится национальный парк Юго-Западный.